# Stack Exchange
Stack Exchange是一系列问答网站，每一个网站包含不同领域的问题。这些网站参考Stack Overflow，一个关于程序设计的问答网站，也是Stack Exchange的第一个成员。如同Stack Overflow，这些网站使用声望奖励系统，用户对问题和答案进行投票，并影响用户声望。声望系统使这些网站可以自我控制。